# Wilmer Leal Pérez
Wilmer Leal Pérez (Paipa Boyacá 9 de abril de 1985) es un político colombiano, fue asesor UTL de la Cámara de Representantes en el año 2011. Concejal de Sogamoso 2012 – 2015. Jefe de Gabinete de la Gobernación de Boyacá, 2016 – 2017.  Representante a la Cámara en el Periodo Constitucional 2018 - 2022 por el departamento de Boyacá.
Actualmente es el director ejecutivo del Fondo Colombia en Paz.

## Títulos y estudios
Wilmer Leal realizó sus estudios universitarios en Universidad Pedagógica y Tecnológica de Colombia, UPTC, donde obtuvo el título de Ingeniero de Minas, luego realizó una especialización en desarrollo territorial, lugar donde gestó un proceso de liderazgo estudiantil. Posteriormente se graduó como especialista en gerencia de proyectos en la Universidad de Boyacá y realizó una especialización en la Universidad Javeriana en gobierno local y un magíster en gobierno del territorio y gestión pública.

## Incursión en la política
Comenzó a desempeñarse laboralmente como pasante en la empresa Acerías Paz del Río en 2009, posteriormente trabajo como ingeniero de minas en varias empresas en Boyacá y Santander, para luego entrar a la política en 2011, como concejal de Sogamoso, con la más alta votación del partido verde.

## Trayectoria Laboral y Política

### Nombramientos
En 2016 fue nombrado jefe de gabinete del Gobierno Departamental de Boyacá, en 2022 renuncia a su cargo para liderar el plebiscito por la paz. Posteriormente, en 2018 es elegido como representante a la cámara por Boyacá con la más alta votación en la historia en la cámara de representantes, desde esa posición lideró grandes debates como la moción de censura al entonces ministro de Hacienda Alberto Carrasquilla por los bonos de agua, debates por los derechos humanos y la protección de la vida, la moción de censura contra la Ministra de Tecnologías de la Información y las Comunicaciones (TIC) Karen Abudinem por los 70 mil millones de pesos perdidos en el Ministerio TIC.

## Iniciativas y reconocimientos
Fue autor y coautor de más de ochenta iniciativas de ley como: ley de matrícula cero para educación superior, la Ley de Equidad Fiscal cuya propuesta era que los bancos y los colombianos de buena posición económica contribuyeran con más impuestos para incentivar programas de educación pública, inclusiva y gratuita, así como proyectos de reforma tributaria, en contra del fracking, y mínimo vital de internet, entre otras.